# Kanton Vincennes-Ouest
Kanton Vincennes-Ouest (fr. Canton de Vincennes-Ouest) je francouzský kanton v departementu Val-de-Marne v regionu Île-de-France. Tvoří ho pouze západní část města Vincennes.